# Human Zoo
Human Zoo es el sexto álbum de estudio de la banda suiza de hard rock Gotthard, lanzado en 2003. Fue el último álbum que publicaron con el sello BMG.

## Lista de canciones
Todas las canciones escritas y compuestas por Steve Lee, Leo Leoni y Marc Tanner, excepto las que se indican. 
| N.º   | Título                      | Escritor(es)                    | Duración |  |
| 1.    | «Human Zoo»                 |                                 | 3:29     |  |
| 2.    | «What I Like»               | Lee/Mandy Meyer/Tanner          | 4:31     |  |
| 3.    | «Have a Little Faith»       | Lee/Leoni/Tanner/Ray            | 3:52     |  |
| 4.    | «Top of the World»          | Lee/Leoni/Meyer/Tanner          | 3:48     |  |
| 5.    | «Janie's Not Alone»         |                                 | 4:15     |  |
| 6.    | «Still I Belong to You»     | Lee/Leoni/Tanner/Paul Mirkovich | 4:36     |  |
| 7.    | «One in a Million»          |                                 | 3:19     |  |
| 8.    | «No Tomorrow»               |                                 | 5:21     |  |
| 9.    | «First Time in a Long Time» |                                 | 4:33     |  |
| 10.   | «Where I Belong»            | Lee/Leoni/Meyer/Tanner          | 3:22     |  |
| 11.   | «Long Way Down»             |                                 | 4:03     |  |
| 12.   | «What Can I Do»             |                                 | 4:26     |  |
| 48:47 |                             |                                 |          |  |

Versión asiática (Avalon Records MICP-10355): bonus track

|     |                   |          |  |  |  |  |  |  |  |  |
| N.º | Título            | Duración |  |  |  |  |  |  |  |  |
| 13. | «Never Surrender» | 4:05     |  |  |  |  |  |  |  |  |

## Posición en las listas
Homerun debutó en el puesto #1 del chart suiza de ventas en 2003 y permaneció en ese lugar por cuatro semanas consecutivas.
| Lista (2003) | Mejor posición |
| ------------ | -------------- |
| Suiza        | 1              |

## Créditos y personal
- Gotthard - Arreglador
- Steve Lee - Composición, voz principal
- Paolo Bolio - Arreglador, teclados
- Hena Habegger - Batería, percusión
- Robert Hadley - Mezclas
- Michael Landau - Guitarra
- Paul Lani - Mezclas
- Leone Leoni - Composición, guitarra
- Marcia Lynn - Bajo, edición
- Darrin McCann - Viola
- Mandy Meyer - Composición, guitarra
- Paul Mirkovich - Composición, arreglos de cuerdas
- Lara Persia - Asistente
- Steve Richards - Chelo
- Ralf Strathmann - Fotografía
- Craig Stull - Guitarra (Nylon String)
- Marc Tanner - Composición, productor
- Gary Tharp - Asistente